# Шергіл Дадіані
Шергіл Дадіані (груз. შერგილ დადიანი; д/н — бл. 1239) — еріставі Одіши (Мегрелії) у 1213—1239 роках. Мав прізвисько Джахан-шах.

## Життєпис
Син Вардана I, еріставі Одіши. 1213 року після смерті батька успадкував володіння Одіши, також землі в Гурії та Абхазії. Більш за все уславився підтримкою церков і монастирів. За його наказом було споруджено Святоуспенський монастир в селі Ноджихеві (неподалік містечка Хобі), що згодом став родинним монастирем клану Дадіані.
Остання письмова згадка про Шергіла відноситься до 1220 року. Це ймовірно пояснює вторгненням до Грузії монголів. Послабленням влади грузинських царів сприяло розширенню самостійності Шергіла, що став паном усієї Мегрелії. Помер він близько 1239 року. Йому спадкував старший син Вардан II.

## Родина
Дружина — Натела
Діти:
- Вардан (д/н—бл. 1250), еріставі Одіши
- Цотне (д/н—бл.1260), еріставі Одіши